# Élections régionales de 2010 en Poitou-Charentes
Pour un article plus général, voir Élections régionales françaises de 2010.

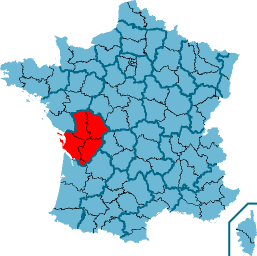
La région Poitou-Charentes

Les élections régionales ont eu lieu les 14 et 21 mars 2010.

## Mode d'élection
Le mode de scrutin est fixé par le code électoral. Il précise que les conseillers régionaux sont élus tous les six ans.
Les conseillers régionaux sont élus dans chaque région au scrutin de liste à deux tours sans adjonction ni suppression de noms et sans modification de l'ordre de présentation. Chaque liste est constituée d'autant de sections qu'il y a de départements dans la région.
Si une liste a recueilli la majorité absolue des suffrages exprimés au premier tour, le quart des sièges lui est attribué. Le reste est réparti à la proportionnelle suivant la règle de la plus forte moyenne. Une liste ayant obtenu moins de 5 % des suffrages exprimés ne peut se voir attribuer un siège.
Sinon on procède à un second tour où peuvent se présenter les listes ayant obtenu 10 % des suffrages exprimés. La composition de ces listes peut être modifiée pour comprendre les candidats ayant figuré au premier tour sur d’autres listes, sous réserve que celles-ci aient obtenu au premier tour au moins 5 % des suffrages exprimés et ne se présentent pas au second tour. À l’issue du second tour, les sièges sont répartis de la même façon.
Les sièges étant attribués à chaque liste, on effectue ensuite la répartition entre les sections départementales, au prorata des voix obtenues par la liste dans chaque département.

## Contexte régional
Historiquement à droite, le conseil régional a été géré de 1988 à 2002 par Jean-Pierre Raffarin, puis entre 2002 et 2004, par Élisabeth Morin-Chartier, Jean-Pierre Raffarin devant laisser sa place en raison de son poste de Premier ministre. Lors de l'élection régionale de 2004, à la surprise générale, la région bascule à gauche. En effet, Ségolène Royal, qui mène une liste de rassemblement de la gauche (PS - PCF - Les Verts - PRG) arrive très nettement en tête du premier tour avec 46,29 % des voix, et obtient par la même occasion le meilleur score de premier tour toute région et candidat confondu, loin devant Élisabeth Morin-Chartier (UMP - UDF - MPF) qui obtient 32,93 %. Jean-Romée Charbonneau (FN) arrive lui à atteindre la barre fatidique des 10 %, avec 10,5 % des suffrages, et parvient ainsi à se maintenir pour le second tour. Lors de ce deuxième tour, c'est Ségolène Royal qui arrive largement en tête, avec 55,10 % ; arrivent loin derrière Élisabeth Morin-Chartier avec 36,20 % et le FN à 8,70 %.
|                | Ségolène Royal           | PS - PCF - Les Verts - PRG | 350 467   | 46,29  | 448 950   | 55,10  | 37 | 67,3 |  |  |  |  |  |
|                | Élisabeth Morin-Chartier | UMP - UDF - MPF            | 249 373   | 32,93  | 294 959   | 36,20  | 15 | 27,3 |  |  |  |  |  |
|                | Jean-Romée Charbonneau   | FN                         | 79 484    | 10,50  | 70 898    | 8,70   | 3  | 5,4  |  |  |  |  |  |
|                | Gérard Fontenay          | CPNT                       | 43 645    | 5,76   |           |        |    |      |  |  |  |  |  |
|                | Claude Quemar            | LO - LCR                   | 34 221    | 4,52   |           |        |    |      |  |  |  |  |  |
| Inscrits       | Inscrits                 | Inscrits                   | 1 230 442 | 100,00 | 1 230 361 | 100,00 |    |      |  |  |  |  |  |
| Abstentions    | Abstentions              | Abstentions                | 434 446   | 35,31  | 388 647   | 31,59  |    |      |  |  |  |  |  |
| Votants        | Votants                  | Votants                    | 795 996   | 64,69  | 841 714   | 68,41  |    |      |  |  |  |  |  |
| Blancs et nuls | Blancs et nuls           | Blancs et nuls             | 38 806    | 4,88   | 26 907    | 3,20   |    |      |  |  |  |  |  |
| Exprimés       | Exprimés                 | Exprimés                   | 757 190   | 95,12  | 814 807   | 96,80  |    |      |  |  |  |  |  |

Le 1er octobre 2009, les militants du PS confirment avec 83,77 % des voix, Ségolène Royal comme tête de liste de Poitou-Charentes aux élections régionales de 2010. Elle parvient à rallier dès le premier tour trois Verts, dont deux conseillers régionaux sortants, cinq MoDem, quatre Radicaux, quatre non-inscrits, un MRC et une personnalité proche du PCF à sa liste. Deux syndicalistes y figurent également en position éligible, Emile Brégeon, délégué CFDT d’Heuliez et Guy Eyermann, délégué CGT de New Fabris, proche du NPA.
L' « ouverture » effectuée par Ségolène Royal pousse six candidats PS de Charente-Maritime à l'appeler, le 14 février 2010, à « respecter ses engagements vis-à-vis des socialistes », précisant que la liste « ne respecte pas le vote des militants » (des socialistes qui n'ont pas été candidats à la candidature font leur apparition, tandis que deux autres, choisis par les militants, en sont exclus) et dénonçant la présence de la fille du président départemental de Désirs d'avenir. Finalement à la suite de négociations ils obtiendront satisfaction, « La liste est équilibrée et c'est une belle réussite de rassemblement », a souligné Olivier Falorni, premier secrétaire fédéral de Charente-Maritime.

## Candidats

### Tous les candidats
- LO : Ludovic Gaillard, enseignant à l'IUT de Poitiers (Vienne), « Lutte Ouvrière soutenue par Arlette Laguiller »[13].
- NPA/FASE/Les Alternatifs : Myriam Rossignol (NPA, documentaliste à Poitiers (Vienne et syndicaliste enseignante, « Pour une alternative à gauche anticapitaliste, écologiste, féministe »[13].
- FG : Gisèle Jean, directrice de l'IUFM de Poitiers (Vienne, « Front de gauche Poitou-Charentes »[13].
- PS/MRC/PRG/EÉ (dissidents), PCF, MoDem (dissidents) : Ségolène Royal (PS), présidente de région sortante, ancienne députée des Deux-Sèvres, ancienne Ministre de l'Environnement, à l'Enseignement scolaire, à la Famille et à l'Enfance, aux Personnes handicapées, ancienne candidate du PS à l'élection présidentielle en 2007, « Poitou-Charentes, une énergie d’avance : l’écologie, les emplois, la justice sociale »[13].
- EÉ : Françoise Coutant (Verts), adjointe au maire d'Angoulême (Charente), « Europe Ecologie Poitou-Charentes »[13].
- MoDem/AEI : Pascal Monier, maître de conférences en économie, ancien militant socialiste, « L’ambition partagée »[13].
- Majorité présidentielle : Dominique Bussereau (UMP), secrétaire d'État chargé des Transports, président du conseil général de la Charente-Maritime, ancien maire de Saint-Georges-de-Didonne (jusqu'en 2002), « Avec Dominique Bussereau Poitou-Charentes, c’est vous »[13].
- FN : Jean-Marc de Lacoste-Lareymondie, secrétaire départemental du FN en Charente-Maritime, « Front National les Français d’abord »[13].

### Têtes de liste

#### Galerie

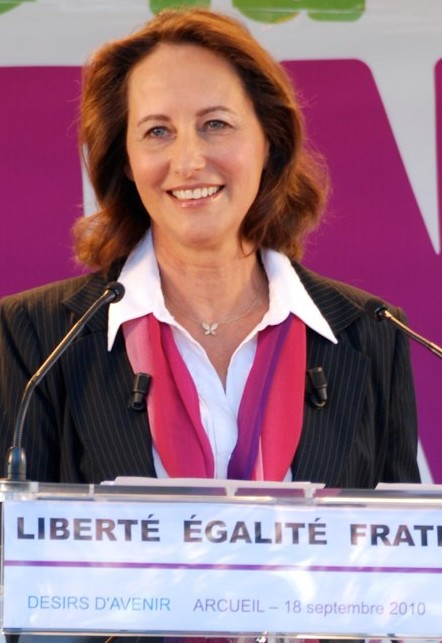
Ségolène Royal
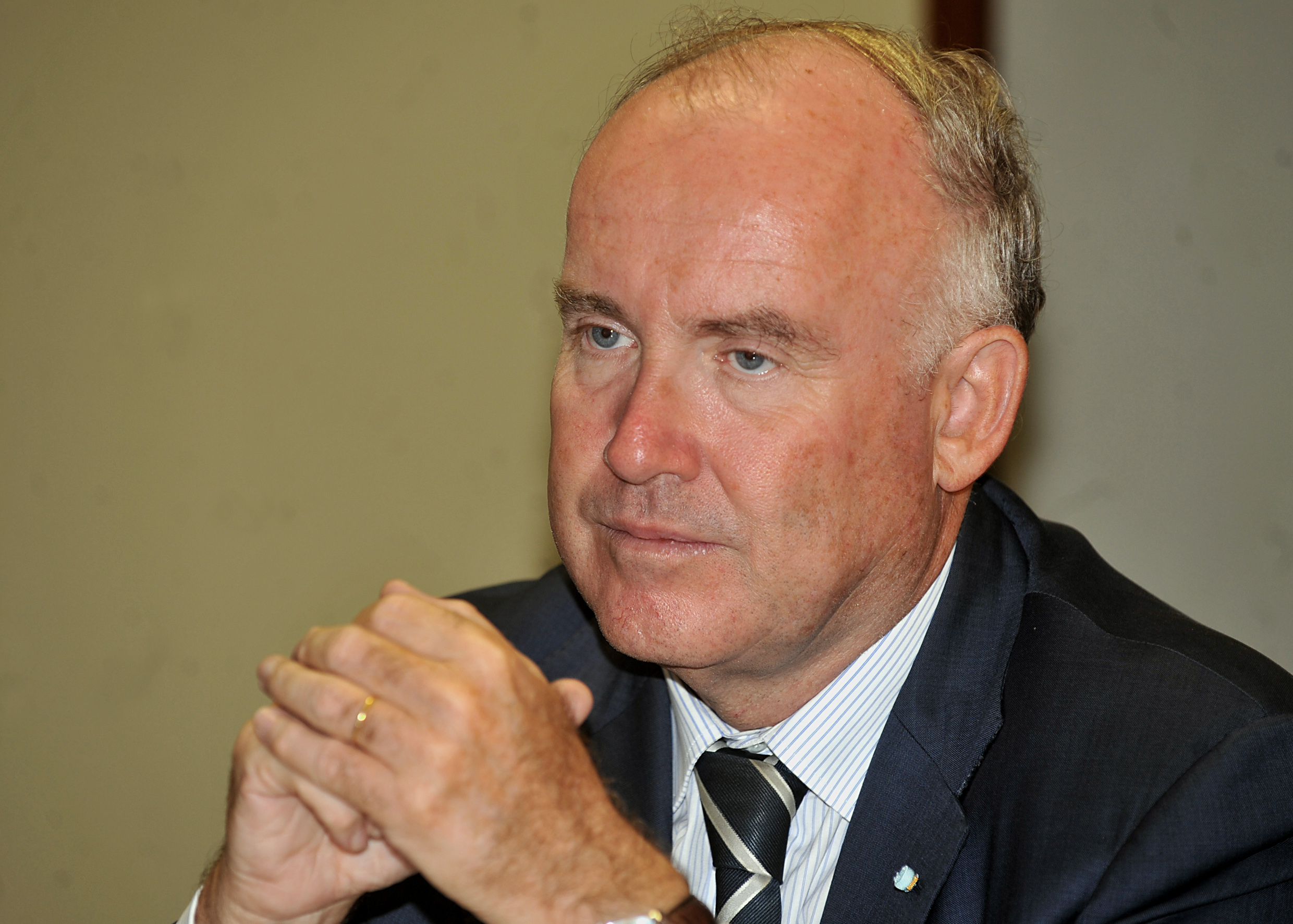
Dominique Bussereau

### Têtes de liste départementale
| Listes | Listes                           | Charente                  | Charente-Maritime                | Deux-Sèvres            | Vienne                            |
| ------ | -------------------------------- | ------------------------- | -------------------------------- | ---------------------- | --------------------------------- |
|        | Liste L.Gaillard(LO)             | Jean-Pierre Courtois      | Antoine Colin                    | François Barere        | Ludovic Gaillard                  |
|        | Liste M.Rossignol(NPA)           | Véronique Bamas (NPA)     | Gilles Suze (NPA)                | Jean-Pierre Gay (FASE) | Bruno Riondet (Alternatifs)       |
|        | Liste G.Jean(FG)                 | Simone Fayaud (PCF)       | Yves Letranchant (PCF)           | Christine Antoine (PG) | Patrick Coronas (PCF)             |
|        | Liste S.Royal(PS et alliés)      | Michel Gourinchas         | Olivier Falorni                  | Ségolène Royal         | Jean-François Macaire             |
|        | Liste F.Coutant(EÉ)              | Françoise Coutant (Verts) | Marie-Paule Jammet (Soc.civ.)    | Serge Morin (Verts)    | Hélène Shemwell (Mil.associative) |
|        | Liste P.Monier(MoDem)            | Pascal Monier             | Elisabeth Delorme-Blaizot        | Pierre Bureau          | Nicolas Turquois                  |
|        | Liste D.Bussereau(UMP et alliés) | Henri de Richemont (UMP)  | Dominique Bussereau (UMP)        | Xavier Argenton (NC)   | Olivier Chartier (UMP)            |
|        | Liste J-M.Lareymondie(FN)        | Marie Christine Cardoso   | Jean-Marc de Lacoste Lareymondie | Jean Romée Charbonneau | Eric Audebert                     |

## Sondages

### Notoriété
En décembre 2009, selon un sondage LH2, près de 85 % des habitants de la région Poitou-Charentes citent spontanément Ségolène Royal lorsqu'on leur demande le nom de leur président de région, ce qui en fait la présidente de région la plus connue de France loin devant Georges Frêche (60 %) et Martin Malvy (41 %).

### Intentions de vote
Avertissement : Les résultats des intentions de vote ne sont que la mesure actuelle des rapports de forces politiques. Ils ne sont en aucun cas prédictifs du résultat des prochaines élections.
La marge d'erreur de ces sondages est de 4,5 % pour 500 personnes interrogées, 3,2 % pour 1000, 2,2 % pour 2000 et 1,6 % pour 4000.

#### Premier tour
| Listes | Listes                            | IFOP 10/02/2010 | OpinionWay 15/02/2010 | IFOP 03/03/2010 |
| ------ | --------------------------------- | --------------- | --------------------- | --------------- |
|        | Liste L.Gaillard (LO)             | 1 %             | 3 %                   | 1 %             |
|        | Liste M.Rossignol (NPA)           | 4 %             | 1 %                   | 3 %             |
|        | Liste G.Jean (FG)                 | 5 %             | 5 %                   | 5,5 %           |
|        | Liste S.Royal (PS et alliés)      | 33 %            | 34 %                  | 35 %            |
|        | Liste F.Coutant (EÉ)              | 14 %            | 15 %                  | 12,5 %          |
|        | Liste P.Monier (MoDem)            | 5 %             | 5 %                   | 6 %             |
|        | Liste A.Verdin (DLR)              | 1 %             | 1 %                   | -               |
|        | Liste D.Bussereau (UMP et alliés) | 29 %            | 29 %                  | 29 %            |
|        | Liste J-M.de L.Lareymondie (FN)   | 7 %             | 7 %                   | 8 %             |
|        | Autre liste                       | 1 %             | -                     | -               |
|        | Personnes interrogées             | 803             | 1003                  | 705             |

#### Second tour
| Listes | Listes                  | IFOP 10/02/2010 | OpinionWay 15/02/2010 | IFOP 03/03/2010 | IFOP 18/03/2010 |
| ------ | ----------------------- | --------------- | --------------------- | --------------- | --------------- |
|        | Liste S.Royal (PS)      | 57 %            | 58 %                  | 56 %            | 63 %            |
|        | Liste D.Bussereau (UMP) | 43 %            | 42 %                  | 44 %            | 37 %            |
|        | Personnes interrogées   | 803             | 1003                  | 705             | 702             |

## Résultats

### Régionaux
| Tête de liste  | Tête de liste                    | Liste                                                     | Premier tour | Premier tour | Second tour | Second tour | Sièges | Sièges |
| Tête de liste  | Tête de liste                    | Liste                                                     | #            | %            | #           | %           | #      | %      |
| -------------- | -------------------------------- | --------------------------------------------------------- | ------------ | ------------ | ----------- | ----------- | ------ | ------ |
|                | Ségolène Royal*                  | PS - PRG - MRC - Centristes humanistes (MoDem dissidents) | 240 885      | 38,98        | 392 292     | 60,61       | 39     | 70,91  |
|                | Françoise Coutant                | EÉ                                                        | 73 644       | 11,92        | 392 292     | 60,61       | 39     | 70,91  |
|                | Dominique Bussereau              | Majorité présidentielle                                   | 182 011      | 29,45        | 254 910     | 39,39       | 16     | 29,09  |
|                | Jean-Marc de Lacoste-Lareymondie | FN                                                        | 47 728       | 7,72         |             |             |        |        |
|                | Gisèle Jean                      | FG - PCOF - M'PEP                                         | 28 801       | 4,66         |             |             |        |        |
|                | Pascal Monier                    | MoDem - AEI                                               | 26 980       | 4,37         |             |             |        |        |
|                | Myriam Rossignol                 | NPA - Alternatifs - FASE                                  | 11 431       | 1,85         |             |             |        |        |
|                | Ludovic Gaillard                 | LO                                                        | 6 450        | 1,04         |             |             |        |        |
|                |                                  |                                                           |              |              |             |             |        |        |
| Inscrits       | Inscrits                         | Inscrits                                                  | 1 284 492    | 100,00       | 1 284 411   | 100,00      |        |        |
| Abstention     | Abstention                       | Abstention                                                | 641 143      | 49,91        | 597 412     | 46,51       |        |        |
| Votants        | Votants                          | Votants                                                   | 643 349      | 50,09        | 686 999     | 53,49       |        |        |
| Blancs et nuls | Blancs et nuls                   | Blancs et nuls                                            | 25 419       | 3,95         | 39 797      | 5,79        |        |        |
| Exprimés       | Exprimés                         | Exprimés                                                  | 618 010      | 96,05        | 647 202     | 94,21       |        |        |

* liste de la présidente sortante

### Départementaux

#### Charente
| Tête de liste  | Tête de liste                    | Liste                                                         | Premier tour | Premier tour | Second tour | Second tour | Sièges | Sièges |
| Tête de liste  | Tête de liste                    | Liste                                                         | #            | %            | #           | %           | #      | %      |
| -------------- | -------------------------------- | ------------------------------------------------------------- | ------------ | ------------ | ----------- | ----------- | ------ | ------ |
|                | Michel Gourinchas*               | PS - PRG - MRC - MoDem (dissidents) -                         | 50 411       | 40,14        | 83 251      | 64,59       | 8      | 72,73  |
|                | Françoise Coutant                | EÉ                                                            | 13 768       | 11,24        | 83 251      | 64,59       | 8      | 72,73  |
|                | Henri de Richemont               | Majorité présidentielle                                       | 31 494       | 25,70        | 45 632      | 35,41       | 3      | 27,27  |
|                | Jean-Marc de Lacoste-Lareymondie | FN                                                            | 10 427       | 8,51         |             |             |        |        |
|                | Simone Fayaud                    | FG - PCOF - Mouvement politique d'éducation populaire (M'PEP) | 7 245        | 5,91         |             |             |        |        |
|                | Pascal Monier                    | MoDem - AEI                                                   | 5 511        | 4,50         |             |             |        |        |
|                | Véronique Bamas                  | NPA - Alternatifs - FASE                                      | 2 375        | 1,94         |             |             |        |        |
|                | Jean-Pierre Courtois             | LO                                                            | 1 303        | 1,06         |             |             |        |        |
|                |                                  |                                                               |              |              |             |             |        |        |
| Inscrits       | Inscrits                         | Inscrits                                                      | 259 626      | 100,00       | 259 632     | 100,00      |        |        |
| Abstention     | Abstention                       | Abstention                                                    | 131 581      | 50,68        | 122 222     | 47,08       |        |        |
| Votants        | Votants                          | Votants                                                       | 128 045      | 49,32        | 137 410     | 52,92       |        |        |
| Blancs et nuls | Blancs et nuls                   | Blancs et nuls                                                | 5 511        | 4,30         | 8 527       | 6,21        |        |        |
| Exprimés       | Exprimés                         | Exprimés                                                      | 122 534      | 95,70        | 128 883     | 93,79       |        |        |

* liste de la présidente sortante

#### Charente-Maritime
| Tête de liste  | Tête de liste                    | Liste                                 | Premier tour | Premier tour | Second tour | Second tour | Sièges | Sièges |
| Tête de liste  | Tête de liste                    | Liste                                 | #            | %            | #           | %           | #      | %      |
| -------------- | -------------------------------- | ------------------------------------- | ------------ | ------------ | ----------- | ----------- | ------ | ------ |
|                | Olivier Falorni*                 | PS - PRG - MRC - MoDem (dissidents) - | 79 529       | 36,57        | 130 224     | 56,90       | 13     | 62,00  |
|                | Marie-Paule Jammet               | EÉ                                    | 25 168       | 11,57        | 130 224     | 56,90       | 13     | 62,00  |
|                | Dominique Bussereau              | Majorité présidentielle               | 72 204       | 33,20        | 98 654      | 43,10       | 6      | 35,00  |
|                | Jean-Marc de Lacoste-Lareymondie | FN                                    | 18 392       | 8,46         |             |             |        |        |
|                | Yves Letranchant                 | FG - PCOF - M'PEP                     | 8 863        | 4,08         |             |             |        |        |
|                | Élisabeth Delorme-Blaizot        | MoDem - AEI                           | 8 048        | 3,70         |             |             |        |        |
|                | Gilles Suze                      | NPA - Alternatifs - FASE              | 3 439        | 1,58         |             |             |        |        |
|                | Antoine Colin                    | LO                                    | 1 835        | 0,84         |             |             |        |        |
|                |                                  |                                       |              |              |             |             |        |        |
| Inscrits       | Inscrits                         | Inscrits                              | 457 016      | 100,00       | 456 967     | 100,00      |        |        |
| Abstention     | Abstention                       | Abstention                            | 232 339      | 50,84        | 215 855     | 47,24       |        |        |
| Votants        | Votants                          | Votants                               | 224 677      | 49,16        | 241 112     | 52,76       |        |        |
| Blancs et nuls | Blancs et nuls                   | Blancs et nuls                        | 7 199        | 3,20         | 12 234      | 5,07        |        |        |
| Exprimés       | Exprimés                         | Exprimés                              | 217 478      | 96,80        | 228 878     | 94,93       |        |        |

* liste de la présidente sortante

#### Deux-Sèvres
| Tête de liste  | Tête de liste          | Liste                                 | Premier tour | Premier tour | Second tour | Second tour | Sièges | Sièges |
| Tête de liste  | Tête de liste          | Liste                                 | #            | %            | #           | %           | #      | %      |
| -------------- | ---------------------- | ------------------------------------- | ------------ | ------------ | ----------- | ----------- | ------ | ------ |
|                | Ségolène Royal*        | PS - PRG - MRC - MoDem (dissidents) - | 55 220       | 42,08        | 85 096      | 62,09       | 9      | 75,00  |
|                | Serge Morin            | EÉ                                    | 16 023       | 12,21        | 85 096      | 62,09       | 9      | 75,00  |
|                | Xavier Argenton        | Majorité présidentielle               | 38 165       | 29,08        | 51 961      | 37,91       | 3      | 25,00  |
|                | Jean Romée Charbonneau | FN                                    | 7 187        | 5,48         |             |             |        |        |
|                | Pierre Bureau          | MoDem - AEI                           | 6 266        | 4,77         |             |             |        |        |
|                | Christine Antoine      | FG - PCOF - M'PEP                     | 4 528        | 3,45         |             |             |        |        |
|                | Jean-Pierre Gay        | NPA - Alternatifs - FASE              | 2 427        | 1,85         |             |             |        |        |
|                | François Barere        | LO                                    | 1 416        | 1,08         |             |             |        |        |
|                |                        |                                       |              |              |             |             |        |        |
| Inscrits       | Inscrits               | Inscrits                              | 267 619      | 100,00       | 267 770     | 100,00      |        |        |
| Abstention     | Abstention             | Abstention                            | 130 062      | 48,60        | 122 683     | 45,82       |        |        |
| Votants        | Votants                | Votants                               | 137 557      | 51,40        | 145 087     | 54,18       |        |        |
| Blancs et nuls | Blancs et nuls         | Blancs et nuls                        | 6 325        | 4,60         | 8 030       | 5,53        |        |        |
| Exprimés       | Exprimés               | Exprimés                              | 131 232      | 95,40        | 137 057     | 94,47       |        |        |

* liste de la présidente sortante

#### Vienne
| Tête de liste  | Tête de liste          | Liste                                 | Premier tour | Premier tour | Second tour | Second tour | Sièges | Sièges |
| Tête de liste  | Tête de liste          | Liste                                 | #            | %            | #           | %           | #      | %      |
| -------------- | ---------------------- | ------------------------------------- | ------------ | ------------ | ----------- | ----------- | ------ | ------ |
|                | Jean-François Macaire* | PS - PRG - MRC - MoDem (dissidents) - | 55 725       | 37,99        | 93 720      | 61,48       | 9      | 69,23  |
|                | Hélène Shermwell       | EÉ                                    | 18 685       | 12,74        | 93 720      | 61,48       | 9      | 69,23  |
|                | Olivier Chartier       | Majorité présidentielle               | 40 148       | 27,37        | 58 710      | 38,52       | 4      | 30,77  |
|                | Éric Audebert          | FN                                    | 11 722       | 7,99         |             |             |        |        |
|                | Patrick Coronas        | FG - PCOF - M'PEP                     | 8 165        | 5,57         |             |             |        |        |
|                | Nicolas Turquois       | MoDem - AEI                           | 7 155        | 4,88         |             |             |        |        |
|                | Bruno Riondet          | NPA - Alternatifs - FASE              | 3 190        | 2,17         |             |             |        |        |
|                | Ludovic Gaillard       | LO                                    | 1 896        | 1,29         |             |             |        |        |
|                |                        |                                       |              |              |             |             |        |        |
| Inscrits       | Inscrits               | Inscrits                              | 300 231      | 100,00       | 300 034     | 100,00      |        |        |
| Abstention     | Abstention             | Abstention                            | 147 161      | 49,02        | 137 147     | 45,71       |        |        |
| Votants        | Votants                | Votants                               | 153 070      | 50,98        | 162 887     | 54,29       |        |        |
| Blancs et nuls | Blancs et nuls         | Blancs et nuls                        | 6 384        | 4,17         | 10 457      | 6,42        |        |        |
| Exprimés       | Exprimés               | Exprimés                              | 146 686      | 95,83        | 152 430     | 93,58       |        |        |

* liste de la présidente sortante